# Везикульозний рикетсіоз
Везикульо́зний рикетсіо́з (син.: рикетсійна віспа, віспоподібний рикетсіоз, гамазовий рикетсіоз, плямиста гарячка К'ю-Гарденс, англ. Rickettsialpox due to Rickettsia akari, Kew Garden fever, Vesicular rickettsiosis) — гостра інфекційна зоонозна хвороба, яку спричинює Rickettsia akari, характеризується гарячкою, помірною загальною інтоксикацією, доброякісним перебігом, наявністю первинного афекту та характерного висипу з переважання везикул.

## Історія відкриття хвороби й збудника
Захворювання вперше було виявлене лікарем загальної практики Б. Шенкманом та педіатром Л. Сассманом, які звернули увагу Нью-Йоркського Департаменту охорони здоров'я на спалах незрозумілої хвороби протягом січня-липня 1946 року серед мешканців 69 квартир житлового комплексу Регенсі Парк у кварталі К'ю-Гарденс Нью-Йоркського району Квінс. Спочатку недугу вважали атиповою вітряною віспою, але потім стало зрозумілим, що це якась невідома до того хвороба. Проведені дослідження на інші хвороби, зокрема, на 7 відомих на той момент рикетсіозів не дали результатів. Усього в цій епідемії, що тривала по жовтень 1946 року було уражено 124 особи різного віку. Було виявлено, що в квартирах існує багато хатніх мишей. Ентомолог Чарльз Померанц запідозрив, що це захворювання передається мишачими кліщами, яких в деяких помешканнях було так багато, що «стінні шпалери рухалися наче морські хвилі». Недугу на той момент назвали «плямистою гарячкою К'ю-Гарденс». Ще 20 хворих було виявлено в інших будівлях того ж району, 10 — в районі Бронксу. Поява нової хвороби викликала неабиякий ажіотаж у пресі, громадських та медичних колах Нью-Йорка. Спалаху навіть було присвячене оповідання тодішнього репортера із спеціальних доручень «New York Times», в подальшому, відомого письменника медичного і детективного направлення Бертона Рушей «Оповіщення містера Померанца». У цьому ж 1946 році під керівництвом відомого американського лікаря й вірусолога Роберта Юбнера спалах було досконально досліджено. Буквально через місяць Р. Юбнер разом з П. Стамп і Ч. Армстронгом виявили збудника у хворих та мишах — нову рикетсію, яку вона назвали Rickettsia acari, що означає «кліщова рикетсія». Р. Юбнером разом з співавторами був детально описаний клініко-епідеміологічний перебіг абсолютно нової хвороби — «рикетсійної віспи». Врешті решт з 1947 по 1951 рік в Нью-Йорку було виявлено більше ніж 500 випадків рикетсійної віспи. Надалі захворювання було зареєстроване й в інших містах США. Вперше за межами США хворобу виявив у 1948 році в Україні на Донбасі завідувач кафедри інфекційних хвороб Донецького медичного інституту професор Ісаак Рудольфович Дробинський описавши її як «везикульозний гамазовий рикетсіоз», що визнається світовою медичною спільнотою.

## Актуальність
Хвороба зустрічається в США (переважно у північно-східних регіонах та на Середньому Заході), Центральній Америці, Росії, Україні, Балканах, Франції, Італії, Туреччині. Хоча реєстрація підтверджених випадків в світі дуже мала, останні спостереження свідчать про те, що захворювання зустрічається частіше, ніж вважалося раніше. Часто хвороба анамнестично серологічно виявляється у споживачів ін'єкційних наркотиків,, що притягує до неї увагу клініцистів.

## Етіологія
Збудник — Rickettsia acari, що є внутрішньоклітинним паразитом. Локалізується в цитоплазмі, але здатний розмножуватися і в ядрах уражених клітин. Має властивості, характерні для інших рикетсій. За антигенними властивостями R. acari антигенно однотипна, найближче стоїть до збудника австралійського кліщового рикетсіозу. З лабораторних тварин найбільш чутливі до інфекції білі миші: при внутрішньоочеревинному зараженні вони гинуть від тяжкого перитоніту (при цьому в перитонеальній рідині і в паренхіматозних органах у великій кількості виявляються рикетсії), при інтраназальному — від пневмонії (рикетсії виявляються в легеневій тканині). Чутливі миші до дії токсину рикетсій — введення внутрішньовенно їм суспензії рикетсій вже через добу призводить до смерті, якщо не захистити мишей специфічною антитоксичною сироваткою.
Детальніші відомості з цієї теми ви можете знайти в статті Rickettsiaceae.

## Епідеміологічні особливості

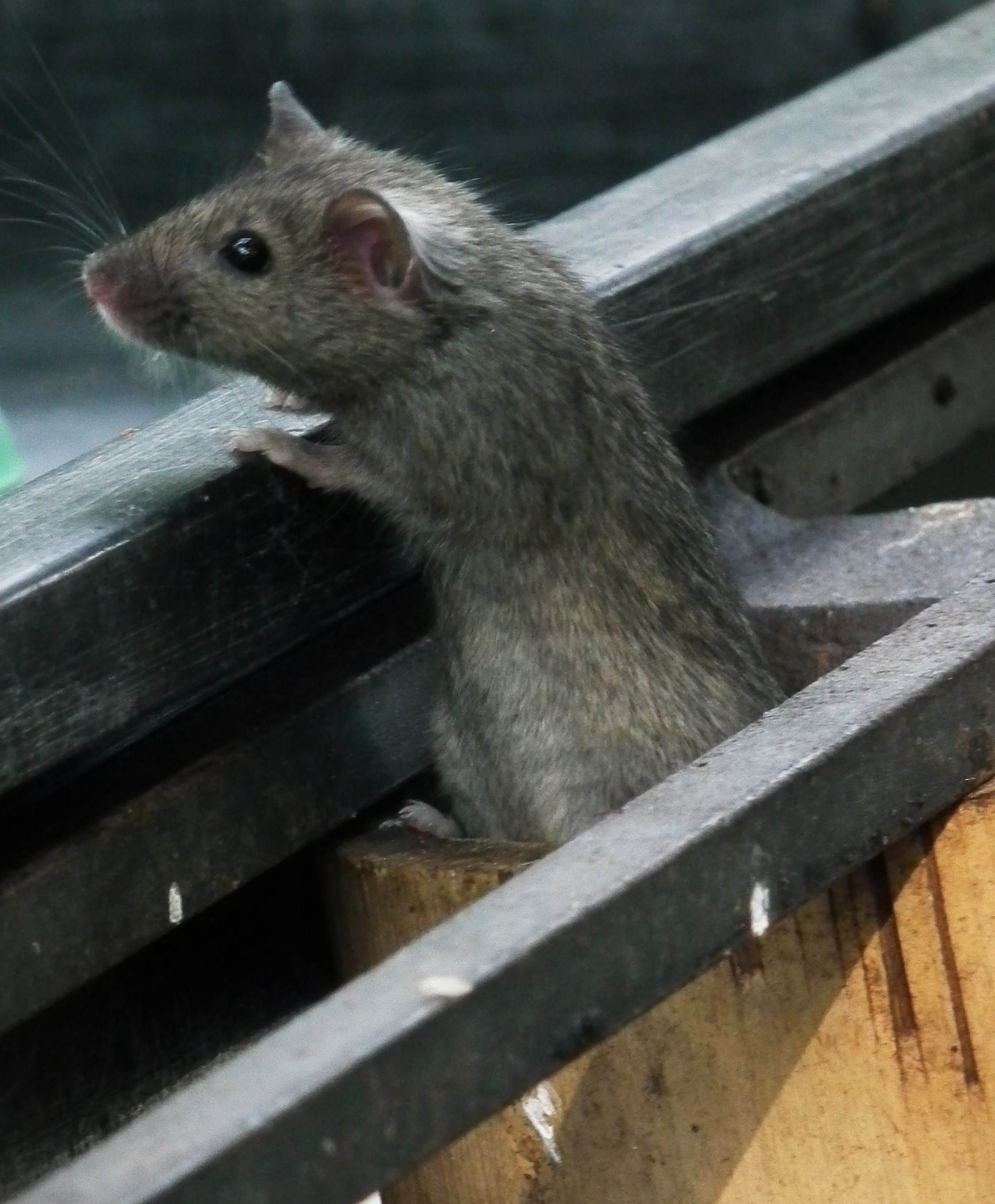
Хатня миша в умовах міських комунікацій.

### Джерело та резервуар інфекції
Джерелом інфекції є найчастіше хатні миші (Mus musculus domesticus) та рідше сірі пацюки, серед яких можуть виникати мляві за перебігом епізоотії. Тривалість зберігання рикетсій в організмі гризунів складає від 1 до 4 тижнів, що свідчить про те, що гризуни не є основним резервуаром інфекції. Люди безпосередньо від хворих гризунів не заражаються.
Переносником й основним резервуаром везикульозного рикетсіозу є гамазові (акаріформні) (а не іксодові, як при інших кліщових рикетсіозах) теплолюбні безбарвні мишачі кліщі Liponyssoides sanguineus (Allodermanyssus sanguineus), що паразитують на гризунах, які утворюють в місцях свого проживання нори та гнізда. У кліщів інфекція передається трансфазово та трансоваріально. Ці кліщі не мігрують, внаслідок чого формується стійкий осередок в певному районі міста або навіть в окремому будинку. Кліщі здатні жити в норах та гніздах гризунів, у розташованих поблизу щілинах і тріщинах підлоги, стін та інших укриттях. Ці ектопаразити контактують з гризунами лише протягом періоду смоктання крові. Весь інший етап життя кліщів відбувається поза гризуном. При великій кількості мишачих кліщів, останні залишають нори гризунів, інші місця свого проживання і охоче нападають на людину, особливо сплячу. Для даного виду кліщів характерний напад у темряві. Внаслідок невеликих розмірів (лише до 1,6 мм після наповнення кров'ю), безболісності укусу і короткочасності сеансу насичення людина не відчуває нападу кліща. Кровосмоктання у німф і дорослих особин гамазових кліщів, на відміну від іксодових, триває на людях 15-90 хвилин і проходить непоміченим навіть у людини, яка в цей момент не спить. Після насичення кліщ стає малорухливим, а сам він настільки збільшується в розмірі, що може луснути від легкого надавлювання пальцем, випадкового дотику з білизною або складкою одягу, або через зміну положення тіла людини. Кліщі даного виду можуть переносити голодування до 2-х місяців, але в пошуках джерел харчування не виявляють прагнення до міграції на далеку відстань, за межі квартири, окремого будинку.
Таким чином, співтовариство: популяція будинкових мишей — кліщі — збудник, може за сприятливих умов існувати невизначено довго, формуючи стійкий осередок везикульозного рикетсіозу до тих пір, поки не буде зруйнована будь-яка ланка екологічного ланцюга або не буде знищений весь осередок (наприклад, зруйнований будинок). Звідси випливає найважливіша епідеміологічна особливість везикульозного рикетсіозу, що відрізняє його від інших кліщових плямистих рикетсіозів, а саме міська захворюваність, що виявляється прив'язаністю хвороби виключно до великих міст з високою чисельністю населення, а всередині них — до окремих найбільш тісно заселених районів, часто з недостатніми санітарно-гігієнічними умовами життя. Саме останнє сприяє проживанню і розмноженню гризунів, що, в свою чергу, створює умови для зростання і збільшення популяцій кліщів.

### Механізм й шляхи передачі
Хвороба передається трансмісивним механізмом передачі. Зараження людей відбувається при присмоктуванні кліща і утворенні ранки. Можна інфікуватись також при втиранні розчавленого кліща в існуючі ранки, садна, навіть мікропошкодження шкіри, також при попаданні його решток, гемолімфи на слизову ока, рото- й носоглотки.

### Сприйнятливий контингент та імунітет
Спалах можливий в період найбільшої активності кліщів — весна-літо. Захворюваність суворо ендемічна, зазвичай, спорадична, хоча описувалися невеликі спалахи серед людей, що разом живуть або працюють у певних приміщеннях, заселених гризунами (шахтарів, робітників продовольчих закладів тощо). Від людини до людини захворювання не передається. Чутливість людей до інфекції висока. Імунітет після перенесеної хвороби стійкий.

## Патогенез

### Рання стадія
Ворота інфекції — шкіра, слизові оболонки. Зважаючи на відсутність летальних результатів, патогенез везикульозного рикетсіозу вивчений недостатньо, в основному в експериментах на тваринах і шляхом дослідження препаратів шкіри, взятих із зони первинного афекту і елементів висипу у хворих. У місці присмоктування кліща відбувається інокуляція рикетсій, внаслідок їх токсичної дії розвивається первинний афект у вигляді інфільтрату, покритого темною некротичною кірочкою. Повний розвиток первинного афекту закінчується наприкінці гарячкового періоду. Відбувається накопичення збудника в регіонарному лімфатичному вузлі. Подолавши на певному етапі лімфатичний бар'єр, рикетсії проникають в кров, виникає рикетсемія й токсемія.

### Судинна стадія
З крові рикетсії прямують в ендотелій судин, де відбувається активне розмноження з розвитком ендоваскуліту і периваскуліту. Інфікування клітин-мішеней відбувається двояким чином: як з порушенням цілісності клітинної оболонки клітини-господаря з подальшим її руйнуванням, так і шляхом вивільнення частинок збудника методом «брунькування». В останньому випадку новоутворені частинки рикетсій виштовхуються через оболонку клітини-господаря із захопленням частини її зовнішньої мембрани і виходять з клітини. Рикетсії здобувають додаткову структуру, вони ніби «одягаються» за рахунок зовнішньої мембрани клітини-господаря, а місце відбрункування затягується сусідніми ділянками мембран інших клітин господаря з відновленням її цілісності. Подібний характер взаємодії з чутливими клітинами супроводжується менш вираженими деструктивними змінами для чутливої тканини в цілому. Саме тому інфекційний процес носить більш доброякісний характер, ніж це спостерігається при інших рикетсіозах. Рикетсіозні гранульоми менш виражені в порівнянні з епідемічним висипним тифом. Головною відмінністю є глибина ураження кровоносних судин, в стінці яких розвивається проліферативний васкуліт, але не виникає бородавчастий тромбоваскуліт, що значною мірою теж пояснює меншу тяжкість перебігу везикулезного рикетсіозу. Патоморфологічною основою макуло-папульозного висипу є периваскулярна інфільтрація лімфоцитами, утворення в дермі лейкоцитарного інфільтрату призводить до виникнення везикул. Очищення організму від збудника відбувається за рахунок появи нейтралізуючих антитіл.

## Клінічні прояви

### Класифікація
Згідно МКХ-10 виділяють «Рикетсіозну віспу, що спричинена Rickettsia acari» А79.1. Хоча при шифруванні цього діагнозу використовується цей код, однак в медичній практиці України традиційно використовують назву «Везикульозний рикетсіоз».

### Початковий період
Інкубаційний період триває 10-21 день. Першим проявом є первинний афект. Він як правило є на ділянках, що часто прикриті одежею. Його розмір до 1 см в діаметрі. Первинний афект з'являється за 7-10 днів до появи гарячки і часто не відчувається хворим. Розвиток первинного афекту починається з появи ущільненої темної плями діаметром від 1 до 3 см, що підноситься над рівнем шкіри. Пляма не викликає ніяких неприємних відчуттів. Первинний афект послідовно проходить перетворення в папулу, везикулу, поверхневу виразку і темну кірку, що підсихає та потім відпадає, або не залишаючи рубця, або він дуже невеликий. У період загоєння в місці локалізації первинного афекту може виникати невеликий свербіж. Первинний афект супроводжується розвитком невеликого регіонарного лімфаденіту. При зараженні без укусу на ушкодженій шкірі та, особливо, слизових можуть з'являтися афти з появою також регіонарного лімфаденіту.

### Період розпалу
Через відсутність суб'єктивних відчуттів первинного афекту та лімфаденіту хворі нерідко вважають себе такими лише після гострого підвищення до високих цифр температури тіла, появи головного болю та нетяжких інтоксикаційних проявів.
Характерним проявом хвороби вважають висип (екзантему). Найчастіше висип з'являється на 2-4-й день після підняття температури тіла, хоча може бути в інтервалі 1-6-го дня гарячки. При цьому рівень гарячки та інтоксикації не збільшується. Висипу передує невелика енантема в ротовій порожнині у вигляді невеликих й нечисленних дрібних темно-червоних плям. Висип на обличчі, тілі, долонях та підошвах червоного кольору, розкиданий без будь-якої закономірності. Висип спочатку складається з плям і папул, потім на місці папул утворюються везикули (іноді до 1 см в діаметрі), що дуже нагадує екзантему при вітряній віспі. Зрідка поодинокі везикули можуть бути і в ротовій порожнині. Кількість елементів висипу на шкірі найчастіше 40-80, а взагалі може коливатися від 5 до 200.

### Період зворотного розвитку
Екзантема зберігається протягом 7-10 днів і нерідко переживає гарячковий період, везикули присихають в кірочки, а потім зникають безслідно. Іноді розвитку везикул на шкірі не відбувається, все закінчується утворенням плям й папул.
Гарячка зберігається протягом 5-9 (зрідка до 14) днів, поступово знижуючись до нормальної. При обстеженні внутрішніх органів істотних змін не виявляється, печінка і селезінка не збільшені. Серцево-судинна й дихальна система не уражаються. Генералізованої лімфаденопатії не відбувається.

## Ускладнення
У окремих хворих може розвинутися серозний менінгіт, із помірним лімфоцитарним плеоцитозом і незначним підвищенням вмісту білка. Ще рідше виникають пневмонії, пієліти, зумовлені вторинною інфекцією, які також зазвичай закінчуються одужанням. Результат захворювання сприятливий.

## Діагностика

### Клінічна і загальнолабораторна діагностика
Клінічними критеріями вважають позитивний епідеміологічний анамнез (перебування в ендемічних містах, наявність в приміщеннях мишей або пацюків), послідовну клінічну тріаду:
- первинний афект,
- гарячка,
- поліморфний висип з переважанням везикулярних елементів.

У клінічному аналізу крові спостерігається помітно виражена на 3-6 день лейкопенія, а також невелика тромбоцитопенія. У лейкоцитарній формулі помірна нейтропенія з палочкоядерним зсувом вліво, відносний лімфо-моноцитоз, відсутність або зниження кількості еозинофілів, помірне підвищення ШОЕ. Відновлення нормального складу крові відбувається зазвичай до кінця третього тижня від початку хвороби.

### Специфічне підтвердження
Здійснюється за допомогою РНІФ та ПЛР. Дуже рідко проводиться біопсія тканин з біологічним зараженням білих мишей чи курячих ембріонів.

## Лікування
Як і при інших рикетсіозах ВООЗ рекомендує головним напрямком етіотропна терапію, а препаратом вибору вважає доксициклін. Призначають його по 0,1г 2 рази на день протягом 5 діб. Рекомендують також перорально ципрофлоксацин по 0,5 г 2 рази на добу протягом 5 днів. Зрідка можливе використання левоміцетину 0,5 г 4 рази на добу протягом 5 діб, але через його токсичність та відносно гладкий перебіг хвороби його практично не рекомендують на теперішній час при везикульозному рикетсіозі. При наявності інтоксикації тяжкого ступеня (вкрай рідко) додають дезінтоксикаційну терапію.

## Профілактика
Проведення дератизації та дезінсекції тих місць та приміщень, що заселені гризунами, благоустрій цих приміщень. При поступленні хворого в стаціонар проводять огляд його речей та тіла для виявлення кліщів. Всі речі хворого необхідно дезінфікувати при поступленні в стаціонар. Специфічна профілактика не розроблена через недоцільність її при цій хворобі.